# Euproctis hemicyclia
Euproctis hemicyclia är en fjärilsart som beskrevs av Collenette 1930. Euproctis hemicyclia ingår i släktet Euproctis och familjen tofsspinnare. Inga underarter finns listade i Catalogue of Life.